# Peter Bugge
Peter Bugge (* 1960) je dánský historik, bohemista a překladatel. Zabývá se českými politickými a kulturními dějinami 19. a 20. století a českým nacionalismem.

## Životopis
V současné době působí na univerzitě v Aarhusu. Publikuje dánsky, německy, anglicky a česky. Je členem vědecké rady ÚSTRu. Do dánštiny překládá díla Václava Havla.

## Dílo (výběr)
- Nákaza světa: Nemoc a epidemie v dílech Karla Čapka z konce třicátých let. In: Česka literatura, roč. 47, č. 3, 1999, s. 241–258.
- Příběh, prostor, konec : Středoevropská literatura jako téma v české kulturní debatě 80. let. In: Slovenská literatura, roč. 47, č. 4–5, 2000, s. 314–324.
- Czech Democracy 1918-1938 - Paragon or Parody? In: Bohemia, roč. 47, č. 1, 2007, s. 3–28.
- Boj magické moci razitka s magickou mocí lidovou: Případ Jazzové sekce. In: Soudobé dějiny, roč. 18, č. 3, 2011, s. 346–382.
- Loyal in Word and Deed: The Czech National Movement and the Habsburg Monarchy in the Long Nineteenth Century. In: OSTERKAMP, Jana, SCHULZE WESSEL, Martin (eds.): Exploring Loyalty. Göttingen 2017, s. 137–155.